# 히가시유리정
히가시유리정(東由利町)은 아키타현 남부에 존재했던 정이다. 2005년 3월 22일에 혼조시 및 유리군에 있던 다른 6개 정(이와키정, 오우치정, 유리정, 니시메정, 야시마정,조카이정)과 합병하여 유리혼조시가 되었다.합병 후, 히가시유리정 전역은 유리혼조시 히가시유리로서 정명으로 남아있다.

## 지리
- 산 : 야시오야마
- 하천 : 이시자와 강
- 호수: 하치시오 댐

## 역사
- 헤이안 시대 - 데와 국 가와베 군 나카야마 향으로서 성립하였다.
- 1889년 4월 1일 - 정촌제 시행과 함께 유리군 2촌을 합병해 도마이촌이 되었다.
- 1955년 7월 23일 - 시모고촌, 도마이촌과 합병해 히가시유리촌이 되었다.
- 1974년 4월 1일 - 정으로 승격하였다.
- 2005년 3월 1일 - 혼조시, 이와키정, 오우치정, 유리정, 니시메정, 야시마정, 조카이정과 합병해 유리혼조시가 되었다.

## 교통

### 도로
- 국도 107호선
- 국도 398호선